# Royal Pines
Royal Pines és una concentració de població designada pel cens dels Estats Units a l'estat de Carolina del Nord. Segons el cens del 2007 tenia 5.843 habitants.

## Demografia
Segons el cens del 2000, Royal Pines tenia 5.334 habitants, 2.133 habitatges i 1.540 famílies. La densitat de població era de 677,5 habitants per km².
Dels 2.133 habitatges en un 34% hi vivien nens de menys de 18 anys, en un 59,9% hi vivien parelles casades, en un 9,5% dones solteres, i en un 27,8% no eren unitats familiars. En el 23,1% dels habitatges hi vivien persones soles el 5% de les quals corresponia a persones de 65 anys o més que vivien soles. El nombre mitjà de persones vivint en cada habitatge era de 2,45 i el nombre mitjà de persones que vivien en cada família era de 2,9.
Per edats la població es repartia de la següent manera: un 24,3% tenia menys de 18 anys, un 5,4% entre 18 i 24, un 29,7% entre 25 i 44, un 28,4% de 45 a 60 i un 12,3% 65 anys o més.
L'edat mediana era de 40 anys. Per cada 100 dones de 18 o més anys hi havia 87 homes.
La renda mediana per habitatge era de 52.426 $ i la renda mediana per família de 60.885 $. Els homes tenien una renda mediana de 42.679 $ mentre que les dones 29.188 $. La renda per capita de la població era de 27.886 $. Entorn del 0,4% de les famílies i el 2,5% de la població estaven per davall del llindar de pobresa.

## Poblacions més properes
El següent diagrama mostra les poblacions més properes.